# Dictadura militar en Venezuela (1948-1958)
Como dictadura militar en Venezuela se conoce al gobierno militar que presidió dicho país durante 10 años: de 1948 a 1958. Éste vino después del golpe de Estado en Venezuela de 1948, que puso fin a un experimento de democracia de 3 años conocido como Trienio Adeco. Un triunvirato de personal militar controló el gobierno hasta 1952, cuando se celebraron elecciones. Estos fueron lo suficientemente libres como para producir resultados inaceptables para el gobierno, llevándolos a ser falsificados, y a uno de los tres líderes, Marcos Pérez Jiménez, a asumir la Presidencia. Para 1952 existían 4000 presos por motivos políticos; la tortura y la desaparición forzada fueron practicadas también.
Su gobierno terminó con el golpe de Estado en Venezuela de 1958 que vio el advenimiento de la democracia, con un gobierno de transición bajo el mando del almirante Wolfgang Larrazábal, vigente hasta las elecciones generales de Venezuela de 1958. Previo a las elecciones, tres de los principales partidos políticos, Acción Democrática, Copei y Unión Republicana Democrática firmaron el acuerdo de transición de poder del Pacto de Puntofijo.

## Antecedentes

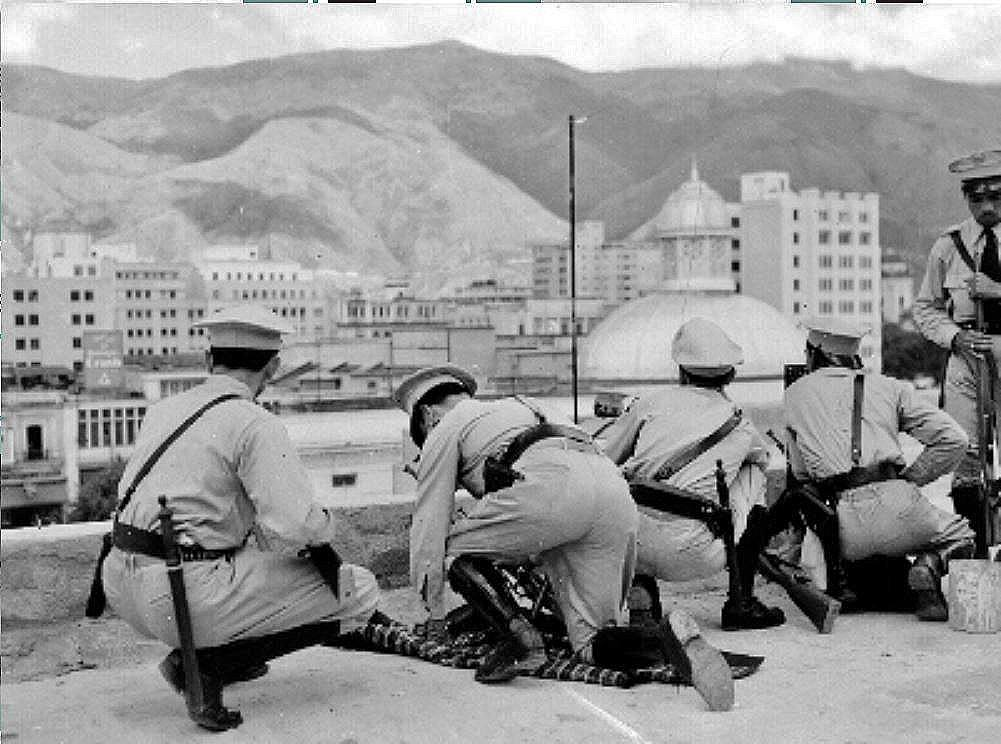
Militares en la azotea del Congreso de la República de Venezuela durante el golpe de estado.

El Trienio Adeco fue un período de 3 años en la historia venezolana de 1945 a 1948, bajo el gobierno del partido socialdemócrata Acción Democrática (AD). El partido ganó el cargo a través del golpe de Estado en Venezuela de 1945 contra el presidente Isaías Medina Angarita, denominado «Revolución de Octubre» el 18 de octubre de 1945 y celebró las primeras elecciones generales en la historia de Venezuela.
En las elecciones generales venezolanas de 1947, Acción Democrática fue elegido formalmente para el cargo, pero fue destituido poco después por un nuevo golpe de Estado en 1948. No hubo ningún incidente en particular que desencadenara el golpe de Estado de 1948, encabezado por el coronel Carlos Delgado Chalbaud. No hubo oposición popular en defensa del gobierno tampoco. Todos los adecos destacados fueron expulsados. Los demás partidos políticos estaban permitidas pero amordazadas.

## Gobierno de Carlos Delgado Chalbaud

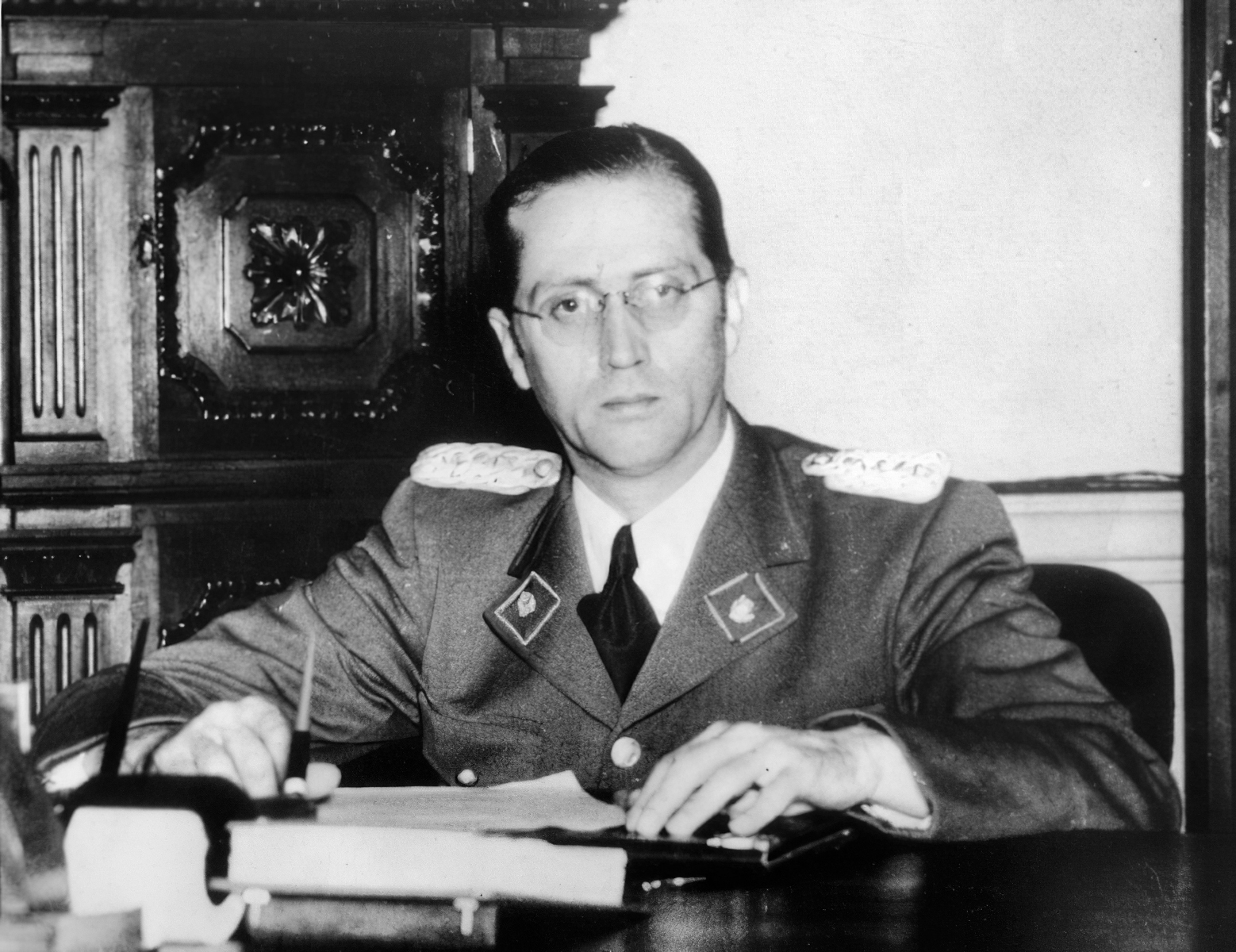
Carlos Delgado Chalbaud en 1949.

Un Triunvirato asumió el mando del país conformado por Marcos Pérez Jiménez, Luis Llovera Páez y Carlos Delgado Chalbaud a la cabeza. La junta militar desconoció la Constitución de Venezuela de 1947 en favor de la de 1936, nombró nuevos gobernadores, nuevas autoridades universitarias, se disolvió el congreso, los consejos municipales, el Consejo Supremo Electoral y las juntas electorales de Acción Democrática. El periódico El País fue clausurado y los miembros de AD fueron inmediatamente perseguidos y encarcelados.
Una de las primeras acciones de la junta fue anular los juicios por peculado en contra de funcionarios de los gobiernos de Eleazar López Contreras y Isaías Medina Angarita. En 1949 disolvió la Confederación de Trabajadores de Venezuela.
En diciembre del mismo año inauguró la Avenida Bolívar de Caracas y el 21 de julio de 1950 inaugura el Teatro Junín de Caracas como parte de la renovación urbana de El Silencio. En enero de 1950, se inaugura la Refinería de Amuay con una capacidad inicial de procesamiento de 60 000 barriles diarios de crudo. Ese mismo año, inicia la Huelga petrolera en Venezuela de 1950 debido a las malas condiciones laborales e impulsada por el Partido Comunista de Venezuela y Acción Democrática desde la clandestinidad. La huelga es reprimida y el PCV es ilegalizado.

### Magnicidio

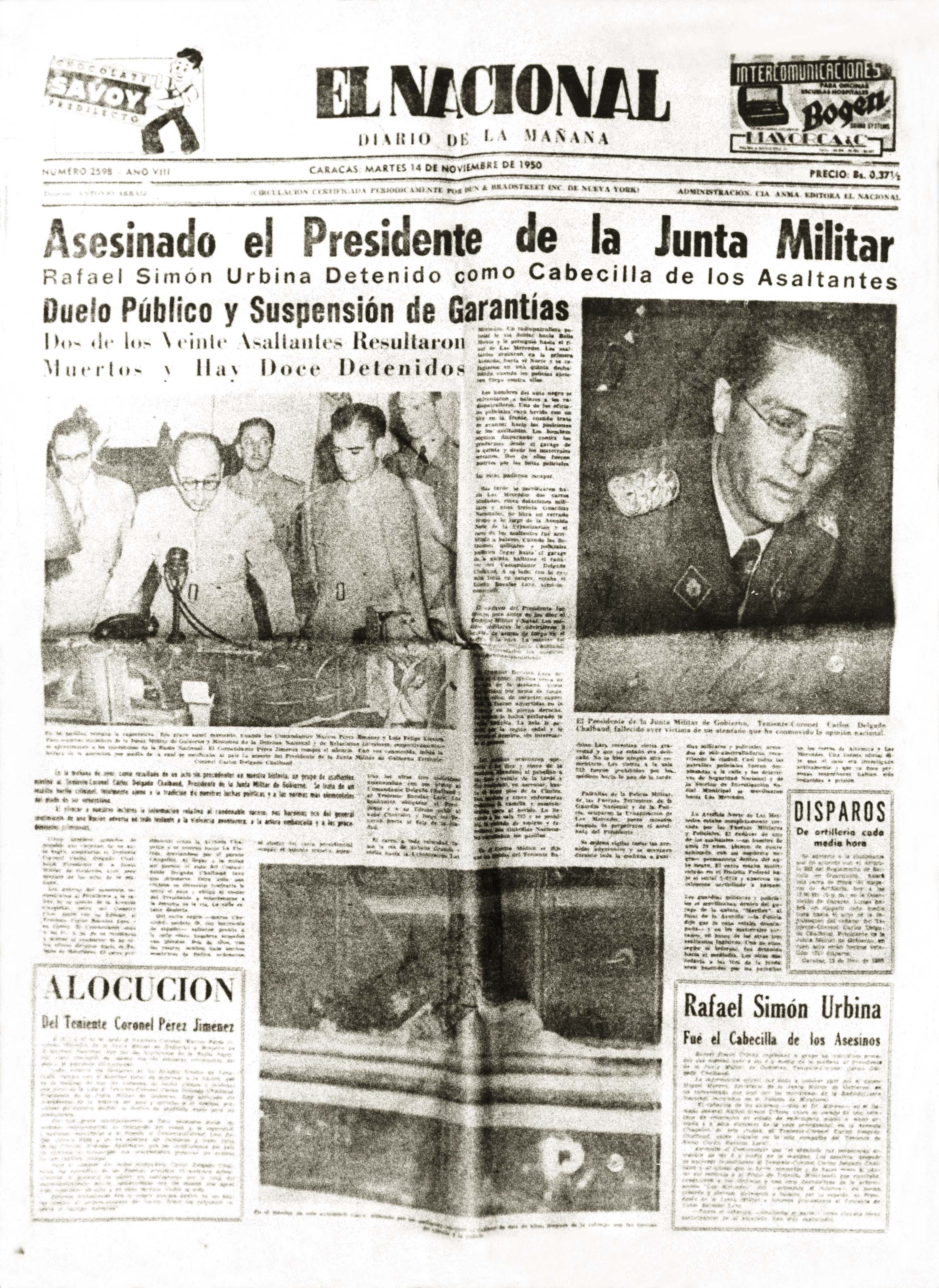
Página de El Nacional referente al asesinato de Carlos Delgado Chalbaud.

Los historiadores venezolanos suelen decir que Carlos Delgado Chalbaud planeaba restaurar la democracia venezolana. Si esa era su intención, no tuvo la oportunidad de lograrlo. El día 13 de noviembre de 1950, mientras lo conducían sin escolta por una parte boscosa de Caracas hacia el Palacio de Miraflores, fue interceptado por automóviles y secuestrado. Sus captores lo llevaron a una casa aislada en el sur de Caracas. Todas las versiones de este incidente son más o menos coincidentes en que alguien disparó el arma hiriendo al líder de los secuestradores, que luego sacaron a empujones a Delgado Chalbaud del auto y se enfrentó a sus secuestradores, y que finalmente lo mataron a tiros. El secuestrador principal Rafael Simón Urbina intentó asilarse en la embajada de Nicaragua, a la que entraron miembros de la Dirección de Seguridad Nacional, secuestrándolo, y en la versión oficial de entonces, asesinándolo después, mientras intentaba escapar. Algunos creen que fue Marcos Pérez Jiménez, quien mandó asesinar a Delgado Chalbaud, sin embargo esto ha sido cuestionado, ya que la esposa de Pérez Jiménez, Flor María Chalbaud, era prima de Delgado Chalbaud.

## Gobierno de Germán Suárez Flamerich

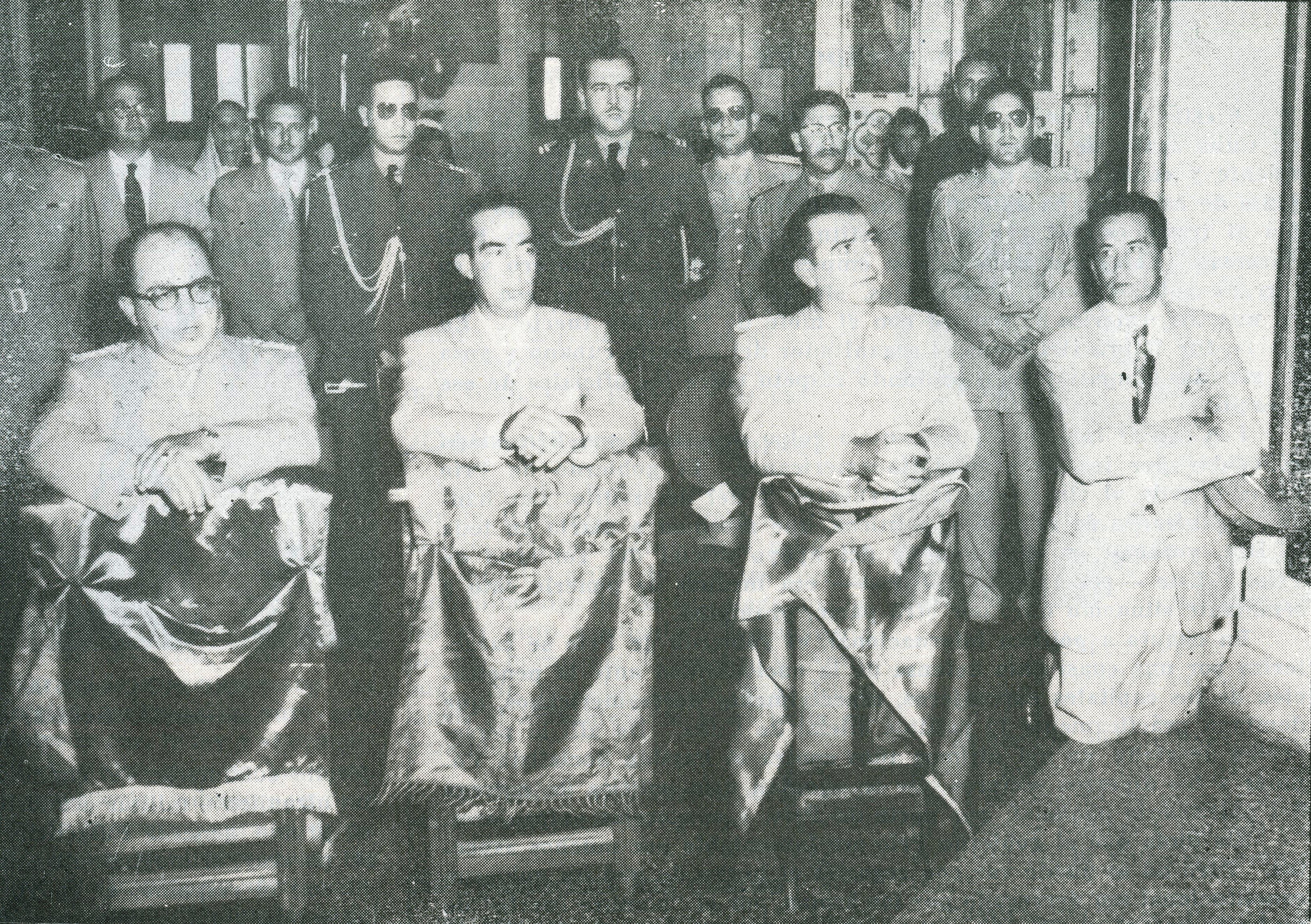
La Junta de Gobierno en el Templo de la Virgen del Valle.

Después del magnicidio contra Delgado Chalbaud, Germán Suárez Flamerich es elegido por Marcos Pérez Jiménez y Luis Llovera Páez para el cargo de presidente de Venezuela y dar un fachada civil al gobierno militar, así es juramentado como presidente de la Junta de Gobierno en el Palacio de Miraflores el 27 de noviembre de 1950. En 1951, se crea el Ministerio de Minas e Hidrocarburos y a mediados del mismo año Pedro Estrada es nombrado director de la Dirección de Seguridad Nacional. En 1951, la Isla Guasina empieza ser utilizada para encerrar a criminales de alta peligrosidad y acusados de terrorismo entre los cuales figuraron militantes y dirigentes de los partidos Acción Democrática (AD) y Partido Comunista de Venezuela (PCV).

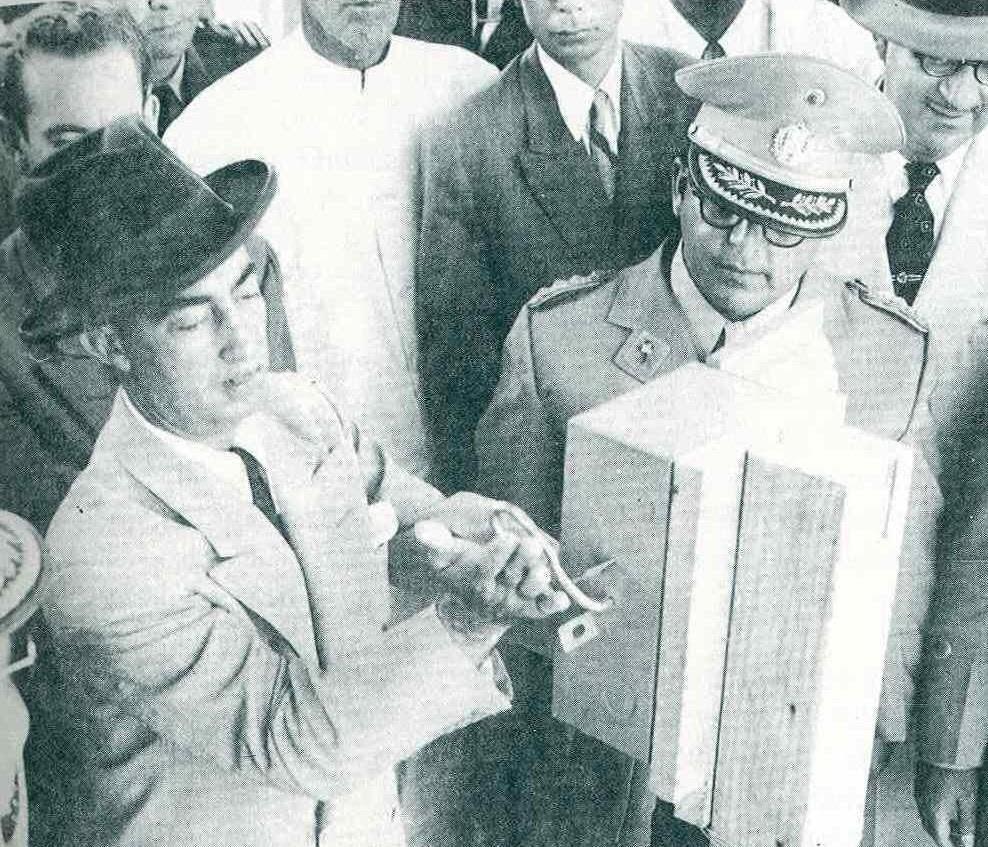
Suárez Flamerich y Marcos Pérez Jiménez durante las primeras obras de la Autopista Caracas-La Guaira.

El 21 de mayo de 1951, se decreta a la orquídea Flor Nacional de Venezuela. El 8 de junio de 1951 inaugura el Mercado de Quinta Crespo. También, el 2 de mayo de 1952 se instituye la Sierra Nevada de Mérida como parque nacional. El 14 de septiembre de 1952 inaugura el Obelisco de Barquisimeto. Asimismo se avanza en la construcción de la Ciudad Universitaria de Caracas y la Autopista Caracas-La Guaira. El 25 de noviembre de ese año, inaugura los estadios Olímpico y Universitario, el Gimnasio Cubierto, en la Ciudad Universitaria, así como el Velódromo Teo Capriles en La Vega, Caracas. En este periodo ocurrió la crisis del archipiélago Los Monjes, la cual concluye con el reconocimiento colombiano sobre la soberanía venezolana del archipiélago.

### Aumento de la represión

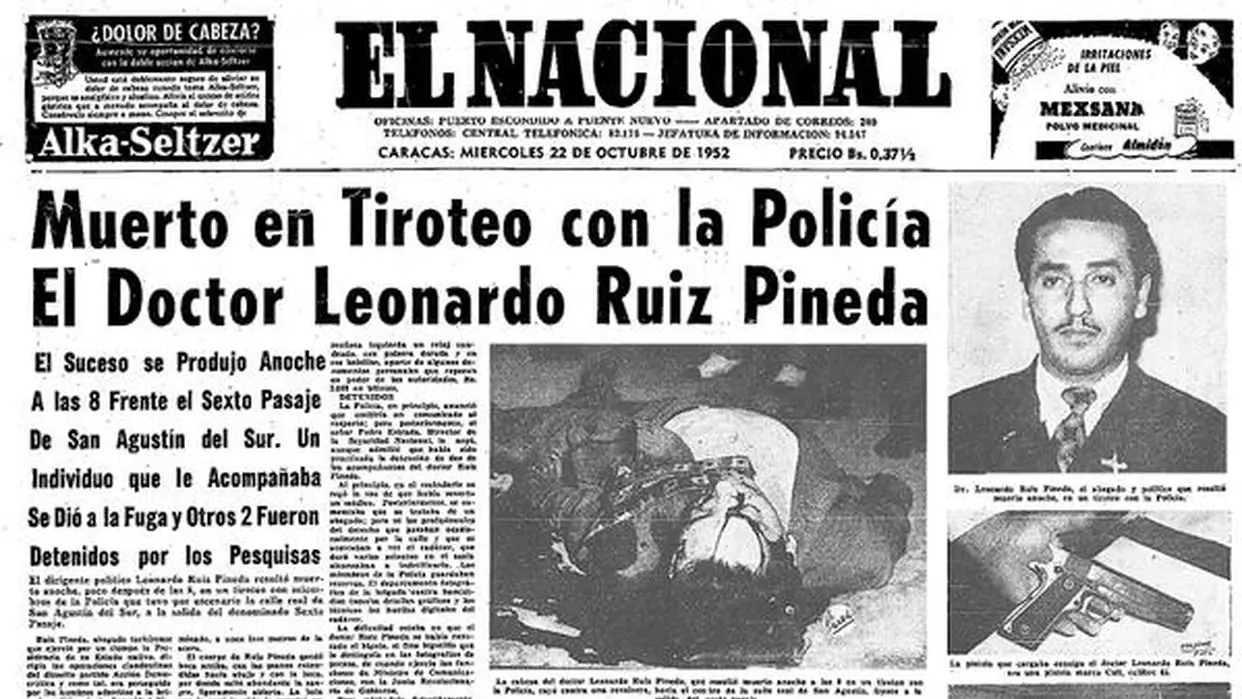
Portada del periódico El Nacional informando sobre la muerte de Leonardo Ruiz Pineda.

El 29 de septiembre de 1952, en el Municipio Turén del Estado Portuguesa inicia un levantamiento campesino contra el gobierno nacional atacando un puesto de la Guardia Nacional. El movimiento es fuertemente reprimido saldando más de un centenar de muertos. El 21 de octubre de 1952, el secretario general de Acción Democrática en la clandestinidad, Leonardo Ruiz Pineda es interceptado por miembros de la Dirección de Seguridad Nacional, produciéndose un confuso incidente en el que resulta muerto producto del fuego cruzado originado en la balacera entre sus acompañantes y los policías. Poco después su compañero político Cástor Nieves Ríos también es asesinado.

### Fraude electoral de 1952

Composición de la Asamblea Nacional Constituyente de 1952: de azul el Frente Electoral Independiente, partido de la dictadura.

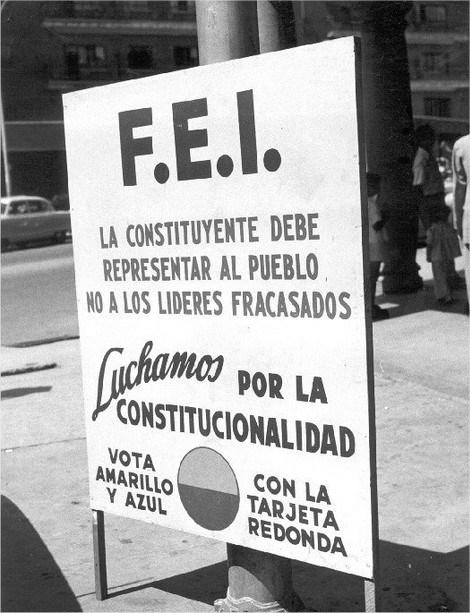
Pancarta del Frente Electoral Independiente, organización política impulsada por Marcos Pérez Jiménez.

El 30 de noviembre inician las elecciones para elegir a la Asamblea Nacional Constituyente de Venezuela de 1952. El gobierno se aglutinó en el Frente Electoral Independiente, mientras que Copei y la Unión Republicana Democrática fueron los principales partidos de oposición debido a la ilegalización de Acción Democrática. 
La campaña política de ambos partidos fue fuertemente vigilada y la cobertura de prensa de ambos partidos fue censurada. La elección fue lo suficientemente justa como para permitir que los primeros resultados mostraran una derrota inesperada para la junta militar gobernante, ya que el URD ganó el 62,8 % de los votos.
Marcos Pérez Jiménez ordenó que la cobertura periodística y de prensa se detuvieran, destituyó las autoridades electorales y expulsó del país la dirigencia de URD. Germán Suárez Flamerich renuncia a la presidencia y Marcos Pérez Jiménez es nombrado presidente provisional. La nueva asamblea constituyente de mayoría oficialista ratifica a Pérez Jiménez el 2 de diciembre iniciando oficialmente su gobierno.

## Gobierno de Marcos Pérez Jiménez

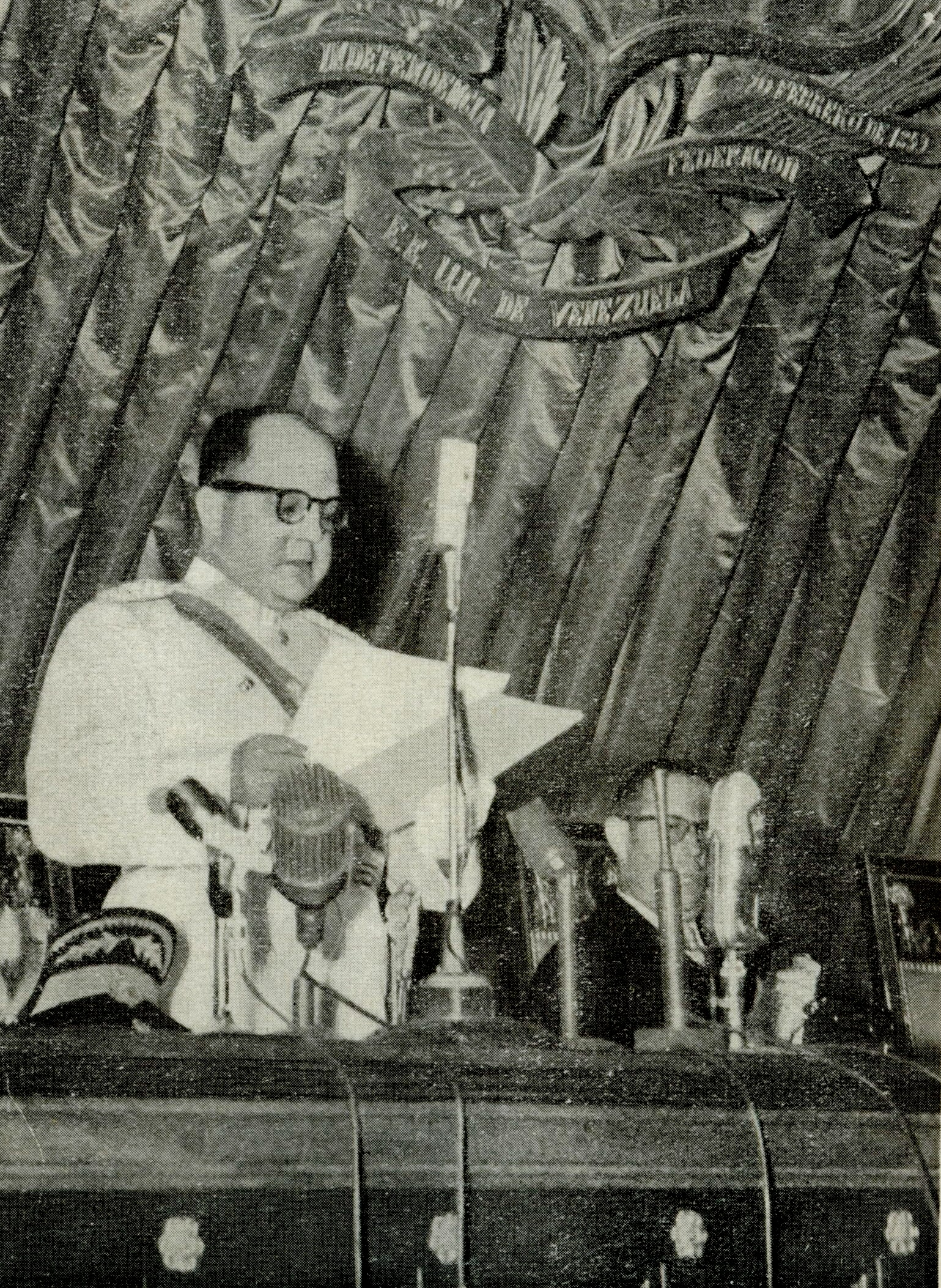
Marcos Pérez Jiménez en su discurso inaugural en 1952.

Una de sus primeras acciones fue clausurar el campo de concentración de la Isla Guasina el 17 de diciembre de 1952. En abril se sanciona la Constitución de Venezuela de 1953 para legalizar el gobierno militar. Entre otras cosas cambia el nombre del país de Estados Unidos de Venezuela a República de Venezuela.

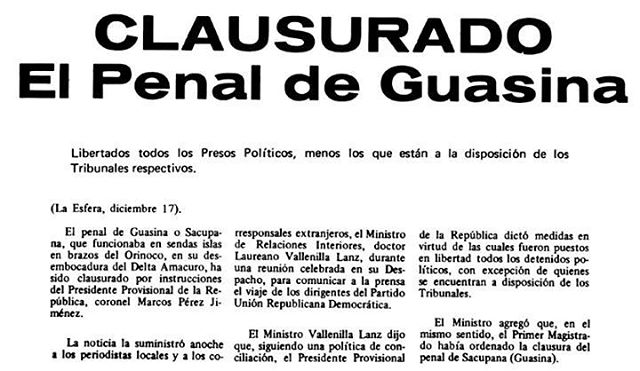
Clausura del Centro Penitenciario de la Isla Guasina

El gobierno de Marcos Pérez Jiménez consagra como Semana de la Patria los días que concluyen con el 5 de julio. Los destina a rendir homenaje a los héroes de la nacionalidad, en una combinación de actos en los cuales se mezclan la exaltación de los libertadores y las realizaciones del gobierno.
El nuevo líder de Acción Democrática asignado luego de la muerte de Leonardo Ruiz Pineda, Alberto Carnevali, es detenido en enero de 1953 y muere poco después tras las rejas debido a un cáncer. Es sucedido por Antonio Pinto Salinas que es asesinado por la Dirección de Seguridad Nacional. Mismo destino correria el guerrillero Wilfrido Omaña al ser acusado por su compañero Luis Tirado Alcalá y emboscado por la Seguridad Nacional.

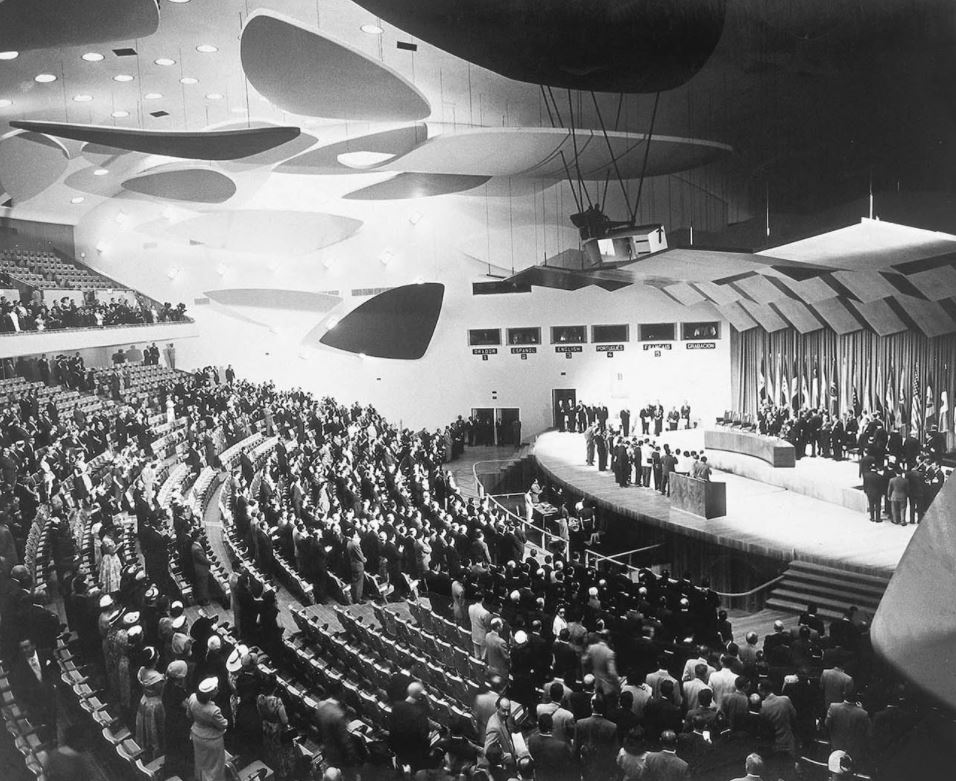
Instalación de la Décima Conferencia Panamericana en el Aula Magna de la Universidad Central de Venezuela.

En 1954, en el marco de la Guerra Fría, se llevó a cabo en Caracas la Décima Conferencia Panamericana en la cual se emite la "Declaración de Caracas" donde se declara como enemigo al movimiento comunista internacional y se le considera como una amenaza a la soberanía y un peligro para la paz. El evento tuvo un gran significado político para Pérez Jiménez ya que le permitió mostrar al mundo los logros del Nuevo Ideal Nacional.
Ese mismo año, el militar León Droz Blanco (exiliado en Colombia) es asesinado presuntamente por Braulio Barreto, miembro de la Seguridad nacional. El gobierno de Pérez Jiménez participa en la Invasión de Costa Rica de 1955 junto al dictador nicaragüense Anastasio Somoza en un intento de derrocar al presidente José Figueres Ferrer.

### Nuevo Ideal Nacional

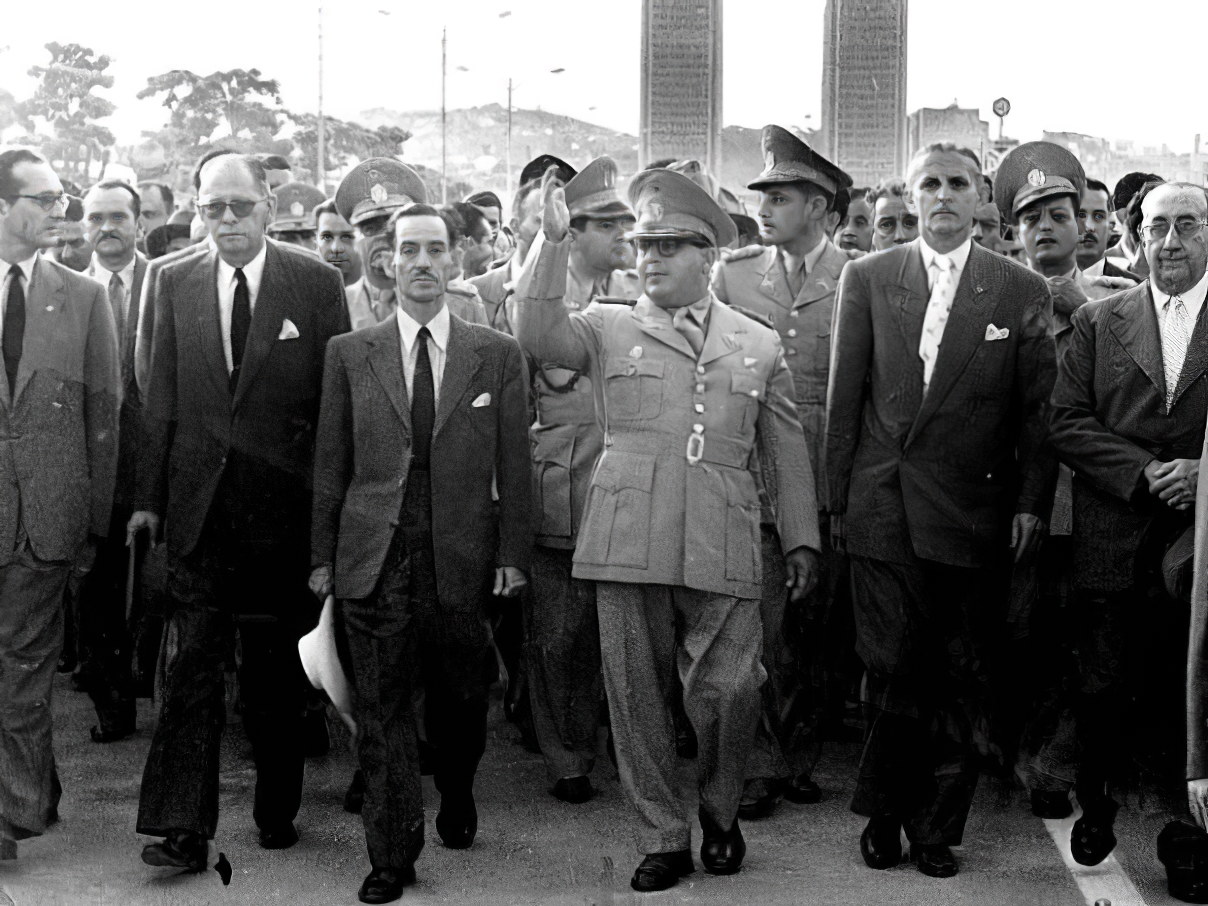
Inauguración del Centro Simón Bolívar en 1954.

El Nuevo Ideal Nacional fue la consigna principal del perezjimenismo, se puede catalogar como un Movimiento de Derecha política basado en una mezcla de nacionalismo, conservadurismo, keynesianismo y militarismo. Este fue ideado por Laureano Vallenilla-Lanz Planchart, ministro de interior y considerado el "sostén intelectual de la dictadura".
En esta época, Venezuela alcanzó altos niveles de desarrollo económico, urbanístico, industrial y social. El bolívar mantuvo la paridad más baja frente al dólar estadounidense en la historia del país, a Bs. 3,35 por dólar, precio que se mantuvo durante todo su mandato.
De igual manera, la inflación no superó el 1 % anual y en algunos años se registró deflación. La producción petrolera pasó de 1 800 000 (un millón ochocientos mil) barriles de petróleo diarios en 1952 a 2 770 000 (dos millones setecientos setenta mil) en 1957. El crecimiento económico del país de 1952 a 1958 fue el más alto del hemisferio occidental. Durante estos años iniciales la política científica en Venezuela le dio mayor peso a las ciencias básicas que a las ciencias aplicadas y el desarrollo tecnológico.

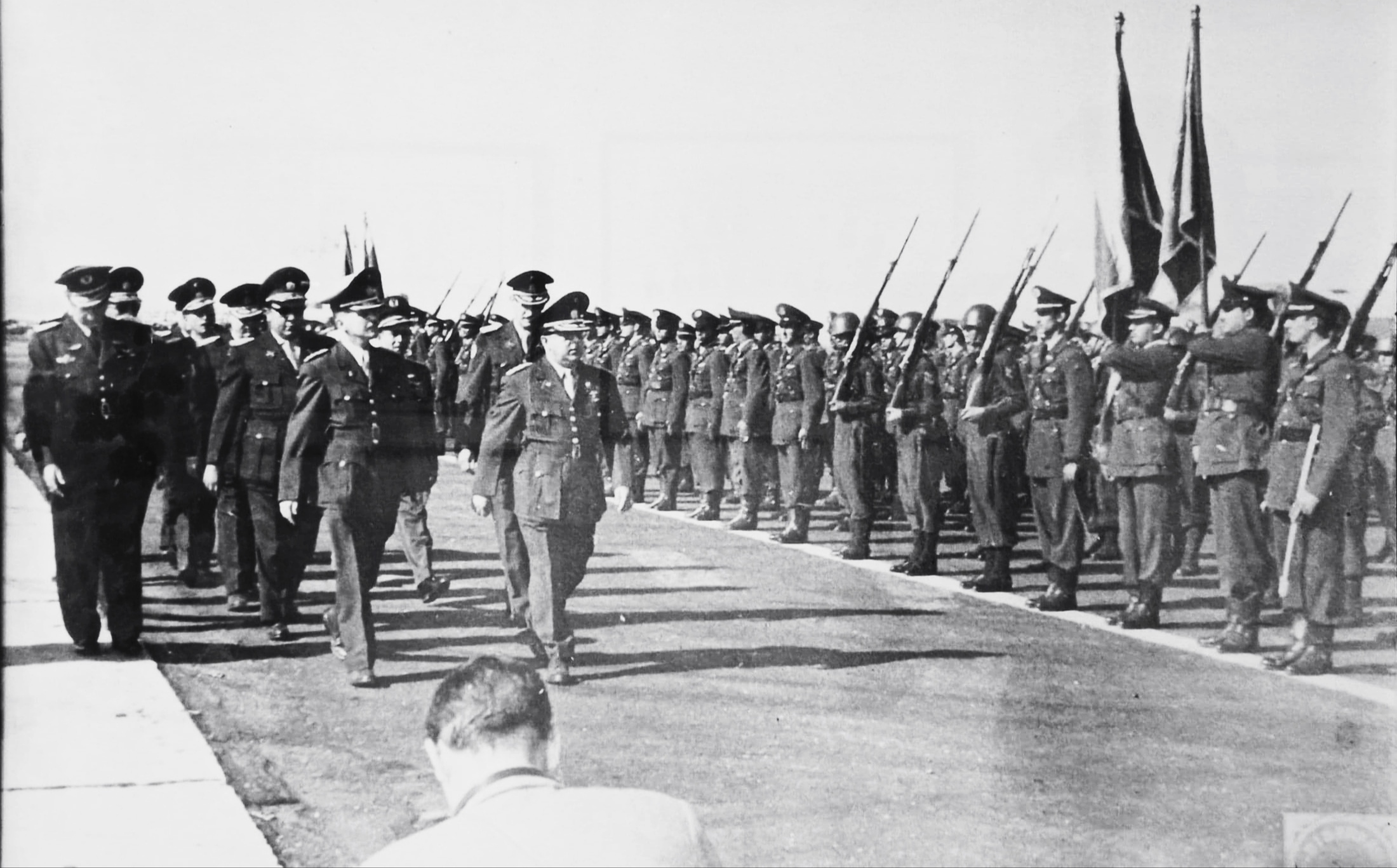
Marcos Pérez Jiménez pasando revista en la inauguración de la Base Aérea El Libertador.

En enero de 1953 el gobierno creó el primer canal de televisión del país llamado Televisora Nacional. Esto sería seguido por otras iniciativas pero de carácter privado como Televisa en mayo y Radio Caracas Televisión (RCTV) en noviembre ese mismo año.
En diciembre de 1953 se inauguró la Autopista Caracas-La Guaira y en 1954 el Centro Simón Bolívar. En 1955 inaugura la Base Aérea El Libertador y el Teleférico de Mérida (el más alto y largo del mundo). En 1956, el Hotel Humboldt (construido en 199 días), El teleférico de Caracas, las Torres del Centro Simón Bolívar (las más alta de país hasta ese momento), la parroquia 2 de diciembre y el Reactor nuclear RV-1 (primero de América del Sur). Entre muchas decenas de obras a nivel nacional que caracterizaron a su gobierno. Durante la presidencia de Marcos Pérez Jiménez, entre 1952 y 1958, Venezuela se convirtió en el país latinoamericano con mayores logros arquitectónicos tanto en calidad como en cantidad.
En abril de 1957, el cantante mexicano Genaro Salinas muere en extrañas circunstancias en Caracas, presuntamente asesinado por la Dirección de Seguridad Nacional. Rafael Caldera, líder de Copei es encarcelado en agosto del mismo año debido a ser la principal figura de oposición que pudo haberse enfrentado a Pérez Jiménez en unas eventuales elecciones.

### Plebiscito de 1957

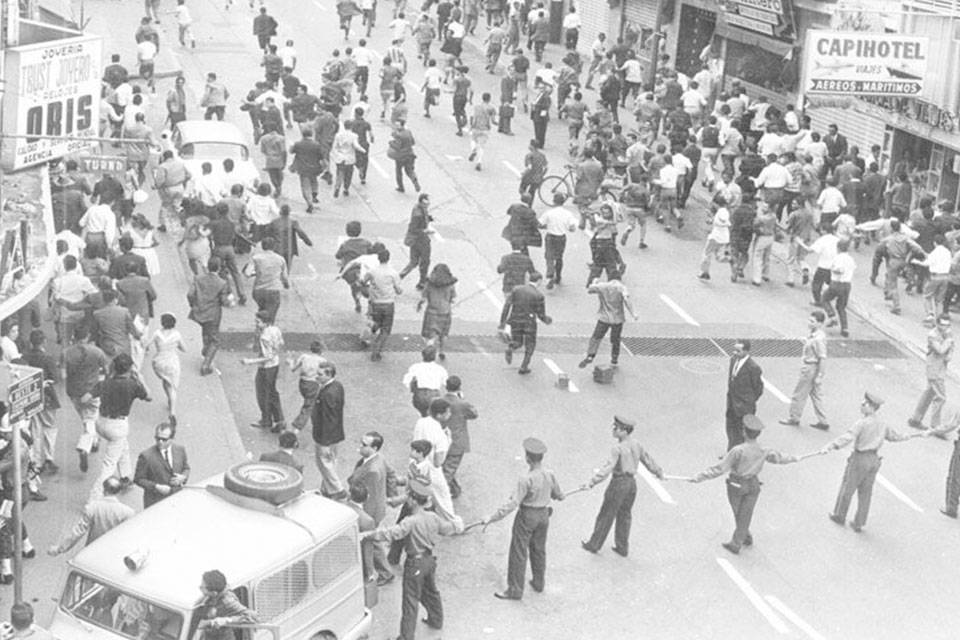
Protestas Contra Marcos Pérez Jiménez el 21 de noviembre de 1957.

En 1957 saltándose los establecido en la Constitución de Venezuela de 1953, el gobierno en vez de convocar elecciones presidenciales, decide realizar un plebiscito nacional para consultar al país si querían que Pérez Jiménez gobernara por un nuevo periodo de 1958 a 1963, el Sí ganó con más de un 86 % de los votos, en lo que fue considerado un fraude electoral. Este plebiscito acelero el descontento contra la dictadura, la oposición se congrego en la Junta Patriótica liderada por Fabricio Ojeda conspirando contra el gobierno. Esta convocó a huelgas y manifestaciones contra el régimen.

### Alzamiento de Hugo Trejo
El 1 de enero de 1958, el comandante Hugo Trejo lidero una insurrección militar contra la dictadura, miembros de la fuerza aérea ametrallaron el Palacio de Miraflores y el edificio sede de la Dirección de Seguridad Nacional. El gobierno logró suprimir la insurrección y la mayoría de los insurrectos incluyendo a Hugo Trejo fueron detenidos.

## Golpe de Estado de 1958

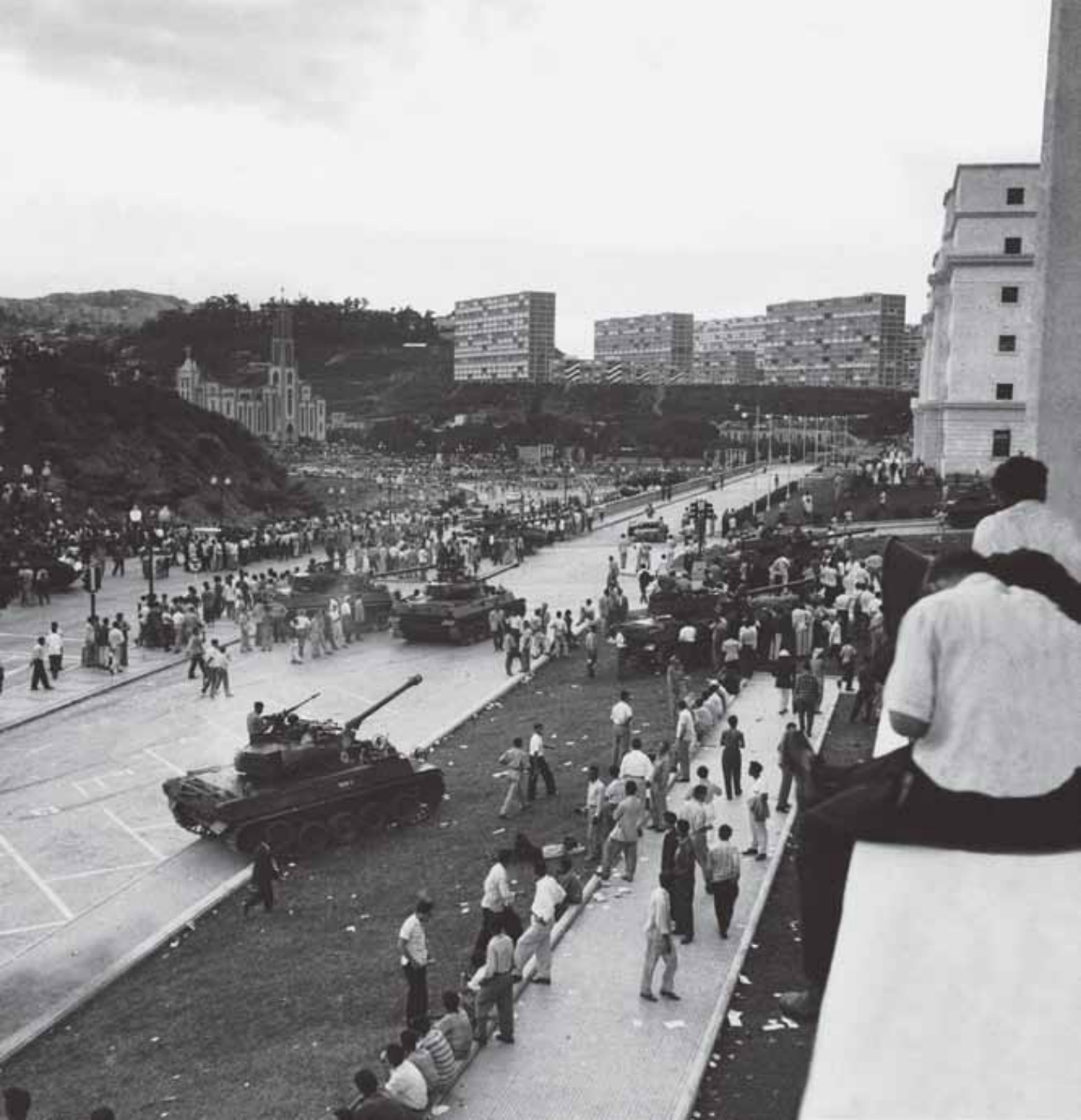
Golpe de Estado en Venezuela de 1958.

La inestabilidad ocasionada por el levantamiento de Hugo Trejo provocó múltiples deserciones armadas y cambios de gabinete en el gobierno. El 10 de enero, el director de la Seguridad Nacional Pedro Estrada y el ministro de interior Laureano Vallenilla-Lanz Planchart fueron destituidos de su cargo y salieron del país. La Junta Patriótica llamo a una huelga general el 21 de enero y Caracas se lleno de manifestaciones y enfrentamientos. En la madrugada del 23 de enero Marcos Pérez Jiménez escapa del país en el avión presidencial conocido como la Vaca Sagrada rumbo a República Dominicana.

## Retorno de la democracia

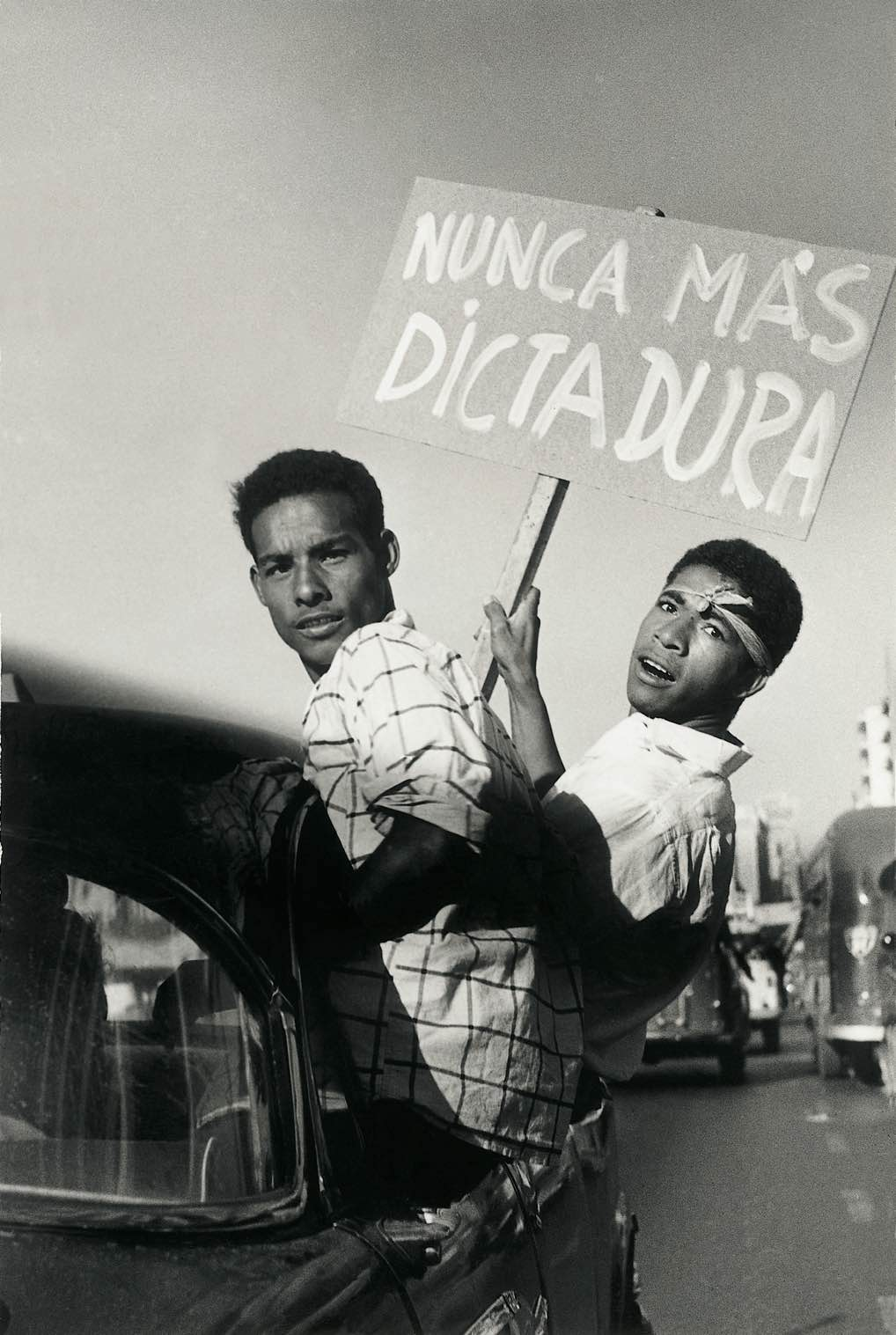
Afiche contra la dictadura militar.

El contraalmirante Wolfgang Larrazábal asume la presidencia y restaura las libertades civiles, convocando elecciones para diciembre, algunos militares disconformes como el general Jesús María Castro León se oponen a la apertura política, esto condujo al fallido alzamiento militar de septiembre de 1958 en Venezuela. Larrazabal deja el poder a Édgar Sanabria y se lanza su candidatura. Rómulo Betancourt, Rafael Caldera y Jóvito Villalba representantes de los 3 principales partidos políticos, Acción Democrática, Copei y Unión Republicana Democrática (con la notable exclusión del Partido Comunista de Venezuela) firman un acuerdo de gobernabilidad conocido como el Pacto de Punto fijo para evitar el sectarismo de Trienio Adeco. El Adeco Rómulo Betancourt gana las elecciones para el periodo 1959-1964 iniciando 40 años de democracia en Venezuela.